# Central Bank of Kuwait (gratte-ciel)
La Central Bank of Kuwait est un gratte-ciel au Koweït, il a été terminé en 2016 et mesure 240 mètres pour 42 étages.
L'architecte est l'agence américaine Hellmuth, Obata & Kassabaum